# Lac Pihlajavesi
Le lac Pihlajavesi est un lac finlandais situé dans la région de Savonie du Sud de la province de Finlande-Orientale.

## Géographie
Avec une superficie de 712,59 km2, le lac Pihlajavesi est le sixième plus grand lac de Finlande.

### Le lac
Le Pihlajavesi est un bassin du lac Saimaa et il est alimenté au nord par le lac Haukivesi, entre autres par le détroit Kyrönsalmi, et du lac Puruvesi par les détroits Punkasalmi et Tuunaansalmi. 
Les eaux du Pihlajavesi s'écoulent vers le sud-ouest à travers le détroit Puumalansalmi jusqu'au sud du Saimaa.
Le débit moyen calculé dans le détroit Puumalansalmi est de 530 m3/s.

### Îles du Pihlajavesi
Le Pihlajavesi est le lac de Finlande ayant le plus grand nombre d'îles.
Le Pihlajavesi compte 4 159 îles dont la superficie totale est de 60 250 ha, ce qui est presque égal à la superficie en eau du lac. 
Le lac compte 45 îles de plus de cent hectares.
Ses iles les plus grandes sont:
| Nom             | Superficie (ha) |
| --------------- | --------------- |
| Partalansaari   | 16818           |
| Viljakansaari   | 11335           |
| Moinsalmensaari | 5573            |
| Pellossalo      | 1620            |
| Kongonsaari     | 1447            |
| Ahvionsaari     | 1243            |
| Tuohisaari      | 1189            |
| Vaahersalo      | 966             |
| Laukansaari     | 908             |
| Kokonsaari      | 743             |
| Ritosaari       | 723             |
| Iisalo          | 685             |
| Kesamonsaari    | 636             |
| Liistonsaari    | 632             |

### Villes
Sur les rives de Pihlajavesi sont bâtis la ville de Savonlinna et les villages de Sulkava, Puumala et Punkaharju.